# Park Sung-hwa
Park Sung-hwa (Ulsan, Corea del Sur; 7 de mayo de 1955) es un exfutbolista y entrenador de fútbol de Corea del Sur que jugaba en la posición de defensa.

## Carrera

### Club
| Periodo   | Club          |
| --------- | ------------- |
| 1978–1979 | POSCO FC      |
| 1980–1981 | ROK Army      |
| 1982–1985 | Hallelujah FC |
| 1986–1987 | POSCO Atoms   |

### Selección nacional
Jugó para Corea del Sur en 107 partidos entre 1975 y 1984 anotando 26 goles, participó en dos ediciones de la Copa Asiática y en los Juegos Asiáticos de 1978.

### Entrenador
| Periodo   | Club              |
| --------- | ----------------- |
| 1992–1994 | Yukong Elephants  |
| 1996–2000 | Pohang Steelers   |
| 2001–2005 | Corea del Sur U20 |
| 2004      | Corea del Sur     |
| 2007      | Busan IPark FC    |
| 2007–2008 | Corea del Sur U23 |
| 2010–2011 | Dalian Shide      |
| 2011–2013 | Birmania          |
| 2012–2013 | Myanmar U23       |
| 2015      | Gyeongnam FC      |

## Logros

### Jugador
Korea University
- Korean National Championship: 1974, 1976[5]

ROK Army
- Korean Semi-professional League (primavera): 1980[6]

Hallelujah FC
- K League 1: 1983[5]

POSCO Atoms
- K League 1: 1986[5]

Selección nacional
- Asian Games: 1978[7]

Individual
- Mejor jugador del Korean National Championship: 1976[8]
- Equipo Ideal Coreano: 1976, 1977, 1978, 1979, 1981, 1983, 1984[9][10][11][12][13][14][15]
- Goleador del Korean President's Cup: 1977[16]
- Futbolista Coreano del Año: 1979[12]
- Mejor Jugador de la K League 1: 1983[17]
- Equipo Ideal de la K League 1: 1983, 1984[18][19]
- AFC Asian All Stars: 1985[20]

### Entrenador
Yukong Elephants
- Korean League Cup: 1994[21]

Pohang Steelers
- Korean FA Cup: 1996[21]
- Asian Club Championship: 1996–97, 1997–98[22]

Corea del Sur U20
- AFC Youth Championship: 2002, 2004[23]

Individual
- Entrenador del Mes de la AFC: abril 1998, febrero 1999[24][25]

## Estadísticas

### Goles con la selección nacional
| N.º | Fecha                   | Sede                   | Rival           | Gol | Resultado | Torneo                                   |
| --- | ----------------------- | ---------------------- | --------------- | --- | --------- | ---------------------------------------- |
| 1   | 29-7-1975               | Kuala Lumpur, Malasia  | Malasia         | 3–0 | 3–1       | 1975 Pestabola Merdeka                   |
| 2   | 11-8-1975               | Kuala Lumpur, Malasia  | Indonesia       | 5–0 | 5–1       | 1975 Pestabola Merdeka                   |
| 3   | 15-8-1975               | Kuala Lumpur, Malaysia | Bangladés       | 2–0 | 4–0       | 1975 Pestabola Merdeka                   |
| 4   | 15-8-1975               | Kuala Lumpur, Malaysia | Bangladés       | 3–0 | 4–0       | 1975 Pestabola Merdeka                   |
| 5   | 17-12-1976              | Bangkok, Tailandia     | Singapur        | 2–0 | 4–0       | King's Cup 1976                          |
| 6   | 17-12-1976              | Bangkok, Tailandia     | Singapur        | 3–0 | 4–0       | King's Cup 1976                          |
| 7   | 17-12-1976              | Bangkok, Tailandia     | Singapur        | 4–0 | 4–0       | King's Cup 1976                          |
| 8   | 19-7-1978               | Kuala Lumpur, Malasia  | Japón           | 3–0 | 4–0       | 1978 Pestabola Merdeka                   |
| 9   | 27-7-1978               | Kuala Lumpur, Malasia  | 1972            | 1–0 | 2–0       | 1978 Pestabola Merdeka                   |
| 10  | 27-7-1978               | Kuala Lumpur, Malasia  | 1972            | 2–0 | 2–0       | 1978 Pestabola Merdeka                   |
| 11  | 14 de diciembre de 1978 | Bangkok, Tailandia     | Japón           | 2–0 | 3–1       | Juegos Asiáticos 1978                    |
| 12  | 27-12-1978              | Manila, Filipinas      | Filipinas       | 3–0 | 5–0       | Clasificación para la Copa Asiática 1980 |
| 13  | 16 de junio de 1979     | Seoul, Corea del Sur   | 1947            | 1–0 | 4–1       | Amistoso                                 |
| 14  | 16 de junio de 1979     | Seoul, Corea del Sur   | 1947            | 2–0 | 4–1       | Amistoso                                 |
| 15  | 16 de junio de 1979     | Seoul, Corea del Sur   | 1947            | 3–1 | 4–1       | Amistoso                                 |
| 16  | 8-9-1979                | Seúl, Corea del Sur    | Sudán           | 1–0 | 8–0       | Copa de Corea 1979                       |
| 17  | 8-9-1979                | Seúl, Corea del Sur    | Sudán           | 5–0 | 8–0       | Copa de Corea 1979                       |
| 18  | 14-9-1979               | Seúl, Corea del Sur    | Baréin          | 1–0 | 5–1       | Copa de Corea 1979                       |
| 19  | 16-9-1979               | Incheon, Corea del Sur | Bangladés       | 2–0 | 9–0       | Copa de Corea 1979                       |
| 20  | 16-9-1979               | Incheon, Corea del Sur | Bangladés       | 3–0 | 9–0       | Copa de Corea 1979                       |
| 21  | 10-10-1984              | Calcuta, India         | Yemen del Norte | ?–0 | 6–0       | 1984 AFC Asian Cup qualification         |
| 22  | 10-10-1984              | Calcuta, India         | Yemen del Norte | 2–0 | 6–0       | 1984 AFC Asian Cup qualification         |
| 23  | 10-10-1984              | Calcuta, India         | Yemen del Norte | 3–0 | 6–0       | 1984 AFC Asian Cup qualification         |
| 24  | 10-10-1984              | Calcuta, India         | Yemen del Norte | 5–0 | 6–0       | 1984 AFC Asian Cup qualification         |
| 25  | 13-10-1984              | Calcuta, India         | Pakistán        | 1–0 | 6–0       | 1984 AFC Asian Cup qualification         |
| 26  | 13-10-1984              | Calcuta, India         | Pakistán        | 3–0 | 6–0       | 1984 AFC Asian Cup qualification         |